# Skakt
En skakt er en lodret gang, rørlægning eller tunnel, eksempelvis til en elevator, nedkastning af affald, adgang til en underjordisk mine eller lignende.
En elevatorskakt bruges til elevatorstolen (den kasse der bliver hejst op og ned med mennesker eller gods i) samt den mekanik (lodder, trisser, wirere m.v.), der bevæger elevatoren.
En mineskakt bruges, hvor det ikke umiddelbart er muligt eller hensigtsmæssigt at anlægge adgang vandret ind til udgravningsområdet.
En affaldsskakt (nedfaldsskakt, nedstyrtningsskakt, skaktrør og andet) bruges til at styre affald ned i en affaldscontainer, en bunke eller anden opsamlingsmulighed. Ofte bruges indbyggede rør i højere bygninger, så beboere ikke behøver gå ned i kælderen eller ud i gården med hver enkelt affaldspose, men blot kan åbne en låge i væggen, typisk i trappeopgangen eller i køkkenet. Andre almindelige anvendelser er udvendige rør i plastic eller metal monteret på stilladser i forbindelse med renovering af bygninger. Her placeres normalt en affaldscontainer neden under, og røret bindes fast, så det ikke ved et uheld trækkes væk fra containeren.
Den vicevært-funktion, der går ud på at ombytte fyldte skraldebøtter under interne skakter eller at betjene et system, der fører affaldet fra skakten til containeren, benævnes ofte "udskaktning".